# 1618 en France
Chronologie de la France
- 1614
- 1615
- 1616
- 1617
- 1618
- 1619
- 1620
- 1621
- 1622

## Événements
- 15 février : arrêt du Conseil du roi autorisant la réouverture du collège jésuite de Clermont à Paris[1].

- 5-6 mars : incendie du Parlement de Paris (dans le bâtiment de l’actuel palais de Justice, proche de la Sainte-Chapelle)[2].
- 9 mars : Robert Arnauld d’Andilly devient conseiller d’État[3].

- 7 avril : Richelieu est exilé à Avignon, où il arrive le 16 mai[4].
- Avril : Luynes dénonce la correspondance entretenue par Barbin et Marie de Médicis[4].

- 1er juin : un édit réglemente la censure des livres et instaure des visites bisannuelles chez les libraires et imagiers[5].

- 30 août : Barbin est condamné au bannissement, peine commuée par le roi à la prison à vie, pour abus de la liberté de correspondre avec Marie de Médicis[6].
- Août : lettres patentes du roi Louis XIII qui reconnaissent la congrégation de Saint-Maur[7],[8].

- 24 octobre : le roi renvoi les dames d’atour espagnoles d’Anne d’Autriche, remplacées par Madame de Luynes, la princesse de Conti et mademoiselle de Verneuil[9],[4].

- 9 novembre : François de Sales, qui accompagne le cardinal Maurice de Savoie, est reçu au Louvre. Début de son dernier séjour à Paris[10].